# Edward O'Hare
Edward Henry O'Hare (13. března 1914 St. Louis, Missouri – 26. listopadu 1943 Gilbertovy ostrovy) byl americkým letcem a leteckým esem nasazeným během druhé světové války do bojů v Tichomoří. Jeho přezdívka byla „Butch“. Byl prvním námořním letcem, který byl vyznamenán Medailí cti.

## Život

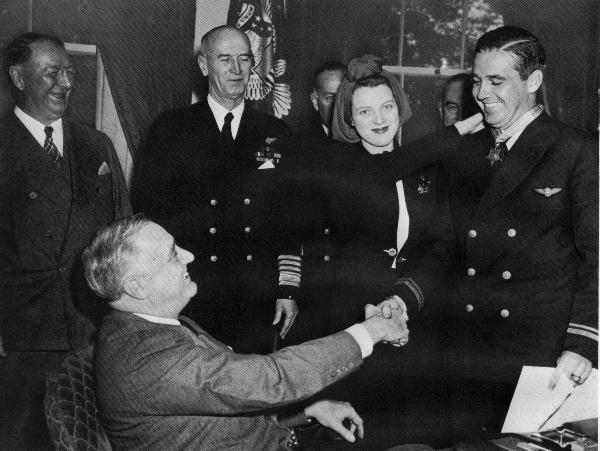
Edward O’Hare vyznamenán Medailí cti. Na snímku je dále prezident Franklin D. Roosevelt, velitele námořnictva Frank Knox, admirál Ernest J. King a manželka Rita O’Hare

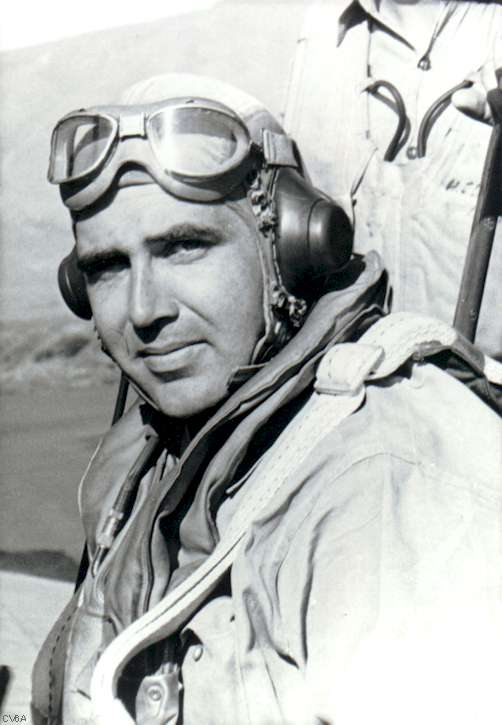
Edward O'Hare v kokpitu Grummanu F6F-3 Hellcat v roce 1943

Narodil se roku 1914 v St. Louis ve státě Missouri. Jeho rodiče byli Edward Joseph O’Hare a Selma Anna Lauth O’Hare. Měl sestry Patricii a Marilyn. Roku 1927 se rodiče rozvedli. Zatímco děti zůstaly s matkou v St. Louis, otec odešel do Chicaga. Otec Edward Joseph O’Hare totiž byl spolupracovníkem Al Caponeho s přezdívkou „Easy Eddie“. Dne 8. listopadu 1939 byl zastřelen týden před Caponeho propuštěním z vězení, pravděpodobně kvůli svému podílu na Caponeho odsouzení.
V roce 1932 Edward O’Hare dokončil studium Západní vojenské akademie v Altonu ve státě Illinois. Jeho spolužákem a kamarádem tam byl Paul Tibbets, známý jako pilot bombardérů Enola Gay. V letech 1933–1937 O’Hare vystudoval Námořní akademii Spojených států amerických v Annapolisu. Poté byl přidělen na bitevní loď USS New Mexico (BB-40). Dne 2. května 1940 absolvoval letecký výcvik na Námořní letecké základné Pensacola. Poté byl přidělen ke stíhací letce VF-3, která byla součástí letecké skupiny letadlové lodi USS Saratoga (CV-3).
Dne 6. září 1941 se O'Hare oženil s Ritou Grace Woosterovou, zdravotní sestrou v nemocnici DePaul v St. Louis. Měli spolu mít dceru Kathleen.
Po vypuknutí druhé světové války se Saratoga zapojila do bojů v Pacifiku, přičemž 11. ledna 1942 byla jihozápadně od Havajských ostrovů poškozena torpédem. Po dobu oprav byla stíhací letka VF-3 přesunuta na letadlovou loď USS Lexington (CV-2). V únoru 1942 útočný svaz letadlové lodě Lexington prováděl ofenzivní operace, přičemž jedním z jejich cílů byl Rabaul. Dne 20. února 1942 americký svaz odhalily japonské průzkumné letouny H6K, takže proti němu odstartovaly japonské bombardéry G4M. Bombardéry zaútočily ve dvou vlnách. Zatímco skupina šesti Wildcatů, kterou vedl John Thach, bojovala s první vlnou bombardérů, z jiného směru zaútočila druhá vlna devíti letounů G4M. Na její zachycení zůstaly dva stíhací letouny F4F-3 Wildcat, které pilotovali Edward O'Hare (Wildcat číslo 4031, s trupovým identifikačním označením F-15) a jeho wingman Marion Dufilho, kterému navíc selhaly zbraně. Samotný O'Hare při následném souboji dosáhl pěti uznaných sestřelů a šestý poškodil. Thach později odhadoval, že O'Hare použil na každé zničené letadlo pouhých šedesát nábojů do svých 12,7mm kulometů. Za tento čin byl O'Hare povýšen do hodnosti nadpručíka a dne 21. dubna 1942 O'Hare převzal v Bílém domě od prezidenta Franklina Delano Roosevelta nejvyšší americké vojenské vyznamenání Medaile cti.
Později se Edward O'Hare stal velitelem 6. letecké skupiny na letadlové lodi USS Enterprise (CV-6). V listopadu 1943 operační skupina včetně Enterprise operovala ve vodách severovýchodně od atolu Tarawa a podporovala operaci Galvanic. Za soumraku 26. listopadu 1943 O'Hare odstartoval z Enterprise jako součást experimentálního tříletého nočního stíhacího týmu. Tým tvořily dva Grummany F6F-3 Hellcat ze stíhací letky VF-2 a bombardér TBF-1 Avenger od letky VT-6, jehož operátor měl stíhačky navádět na japonské torpédové bombardéry, které napadaly operační svaz TF 50.2. K testování nové a nebezpečné taktiky se O'Hare přihlásil dobrovolně. Pilotoval přitom svůj osobní Hellcat (BuNo 66168) s označením „00“. Formace dosáhla několika úspěchů. Následně však byl sám O'Hare zasažen japonským bombardérem G4M. Předpokládá se, že do vody spadl v 19:34. Edward O'Hare byl rok veden jako nezvěstný a poté byl oficiálně prohlášen za mrtvého (KIA, tedy zabit v akci). Za své činy během operace Galvanic byl O'Hare posmrtně vyznamenán Námořním křížem.

## Připomínky
Roku 1949 bylo na jeho počest pojmenováno O'Harovo mezinárodní letiště v Chicagu. Dále po něm byl pojmenován americký torpédoborec třídy Gearing USS O’Hare (DD-889).

## Vyznamenání
- Medaile cti (na druhou byl nominován)
- Námořní křiž
- Záslužný letecký kříž
- Purpurové srdce